# Bibliothèque Sainte-Barbe
Bibliothèque Sainte-Barbe (česky Knihovna svaté Barbory) je univerzitní knihovna v Paříži, která se specializuje na literaturu o právu a ekonomii, humanitních a společenských vědách, jazycích a umění. Sídlí v bývalé koleji Sainte-Barbe (sv. Barbory) v ulici Rue Valette č. 4 v 5. obvodu. Knihovna je součástí Univerzity Paříž III. Budova je od roku 1991 chráněná jako historická památka.

## Historie
Kolej Sainte-Barbe založil v roce 1460 Geoffroy Lenormant. Výstavba současných budov proběhla v letech 1881–1884. V letech 1936–1939 bylo přistavěno tzv. skotské křídlo.
Přeměna koleje na knihovnu proběhla v rámci tzv. plánu U3M (Univerzity pro 3. milénium), který se týkal rozvoje vysokoškolské výuky a výzkumu v regionu Île-de-France.
Knihovna byla oficiálně zřízena vyhláškou ze 14. října 2004 jako meziuniverzitní instituce a administrativně přičleněna k Univerzitě Paříž III. V únoru 2008 se nastěhovala do renovované koleje Sainte-Barbe a pro veřejnost byla otevřena 9. března 2009. Od roku 2010 část budovy využívá i Sorbonnská knihovna, která je v rekonstrukci.